# Gårdstjärnen (Gåxsjö socken, Jämtland)
Gårdstjärnen är en sjö i Strömsunds kommun i Jämtland och ingår i Indalsälvens huvudavrinningsområde.